# ’Cuz I Can
Cuz I Can – pop rockowy singiel amerykańskiej artystki Pink z jej czwartego albumu studyjnego I'm Not Dead. Twórcą tekstu jest Max Martin i Lukasz Gottwald. 4 października 2007 utwór wydano w formacie digital download jako singel promocyjny album I'm Not Dead.

## Pozycje
| Lista (2007/2008)                                             | Najwyższa pozycja |
| ------------------------------------------------------------- | ----------------- |
| Australian Recording Industry Association Digital Track Chart | 14                |
| Australian Airplay Chart                                      | 2                 |
| New Zealand Airplay Chart                                     | 9                 |
| Recording Industry Association of New Zealand Top 40          | 29                |
| Russian Airplay Chart                                         | 46                |